# Philip Aguirre
 (janvier 2018).
Si vous disposez d'ouvrages ou d'articles de référence ou si vous connaissez des sites web de qualité traitant du thème abordé ici, merci de compléter l'article en donnant les références utiles à sa vérifiabilité et en les liant à la section « Notes et références ».
Philip Aguirre y Otegui, né en 1961 en Belgique, est un artiste qui vit et travaille à Anvers.

## Biographie

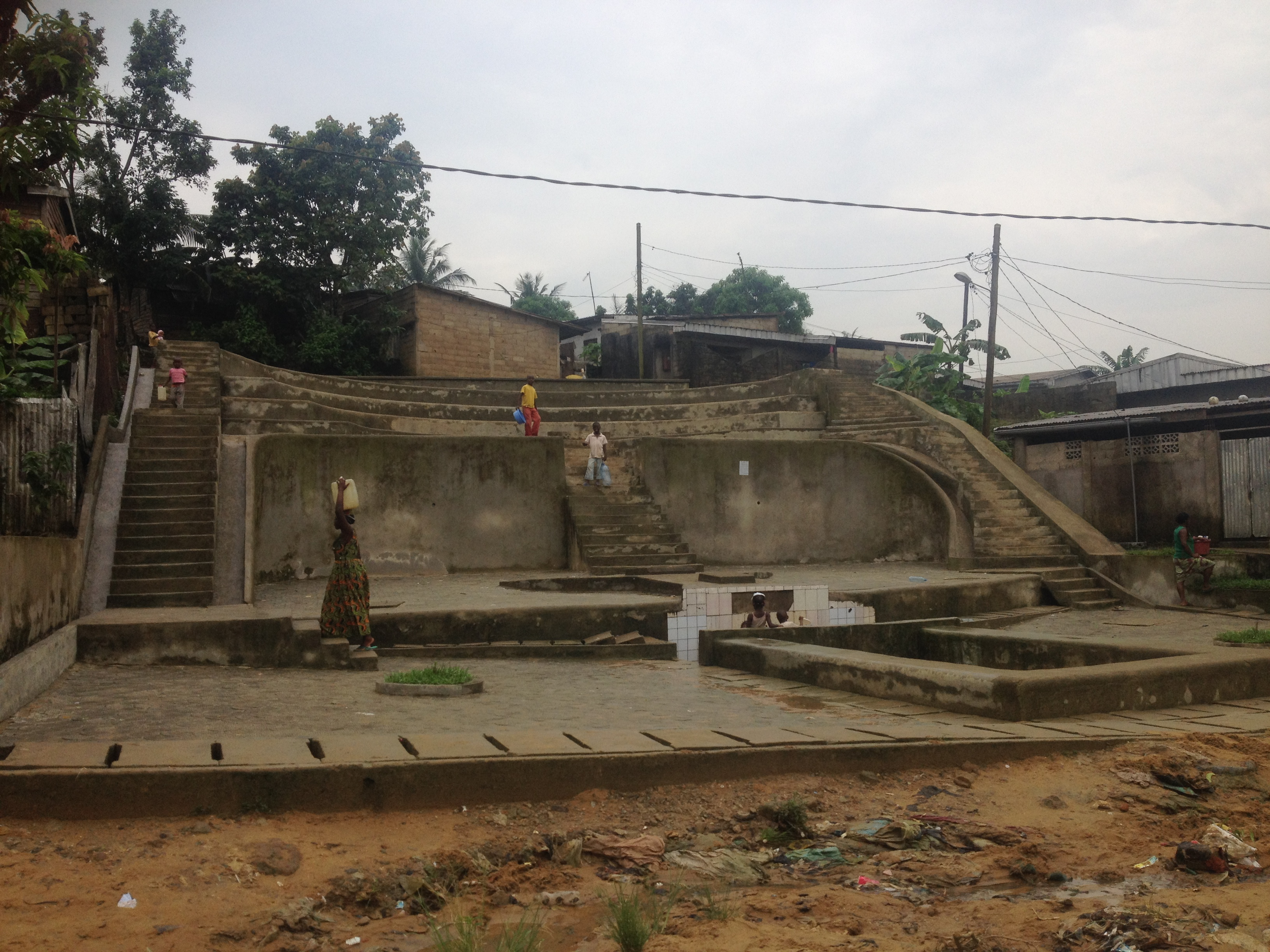
Théâtre Source à Douala

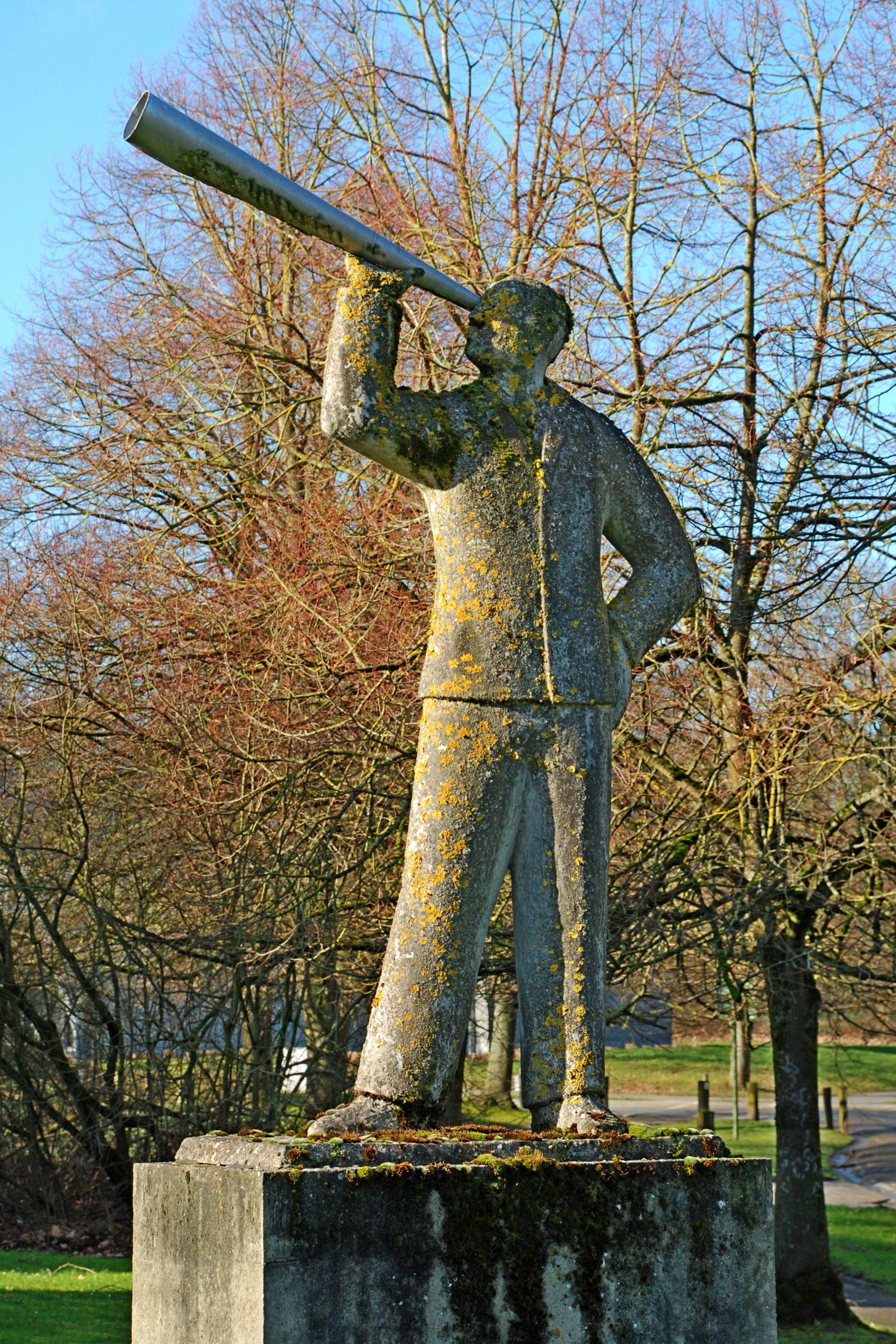
À la recherche de l'étoile perdue, Parc scientifique de Louvain-la-Neuve (2006).

Philip Aguirre y Otegui est un artiste belge né en 1961, qui vit et travaille à Anvers (Belgique). Il a étudié la sculpture à la Royal Academy of Fine Arts d'Anvers, mais il travaille également la peinture, le dessin, le collage, les techniques d'impression et l'installation.

C'est un artiste socialement engagé, caractérisé par une profonde sensibilité aux tragédies humaines comme les conflits, la migration et les réfugiés. Aguirre s'inspire des événements politiques quotidiens qui, en résonance avec son humanité, influencent son travail pour lequel il recourt à des matériaux traditionnels tels que le bronze, la Terre cuite, le bois, l'argile et le plâtre.
Fallen Dictator (2005) et The African Dream (2004) sont parmi ses œuvres les plus importantes. Elles évoquent respectivement le monument au roi Leopold II qui a colonisé le Congo et l'ambition des garçons africains qui voient dans une carrière footballistique le seul moyen de changer de vie. L'attention de l'artiste pour les tragédies humaines est palpable dans son œuvre Cabinet Mare Nostrum (2016), installation dédiée aux migrations contemporaines. L'eau est un sujet récurrent et essentiel du travail d’Aguirre : source fondamentale de vie, elle est exploitée à des fins économiques et utilisée comme arme géopolitique. En 1991, il a réalisé une série de gravures suggérant une distribution égale de l'eau dans le monde. Fasciné par une source d'eau potable aménagée dans un quartier pauvre de Douala au Cameroun, il a transformé
cette même source en un amphithéâtre nommé Théâtre Source, y améliorant les conditions d'hygiène et d'accessibilité.
Philip Aguirre y Otegui a exposé son travail au Mu.ZEE (Ostende, Belgique, 2013), à la Gallery Van de Weghe (Anvers, Belgique, 2012), à la Galerie Zwart Huis (Knokke, Belgique, 2009), au Middelheim Museum (Anvers, Belgique, 2008) et au Mercator (Anvers, Belgique, 2007). Il a pris part à de nombreuses expositions de groupe dont : Vormidable, Muzeum Beelden aan Zee, (La Haye, Pays-Bas, 2015) ; Blickachsen, Bad-Homburg (Francfort, Allemagne, 2015) ; De vierkantigste rechthoek, Kunsthal KAdE (Amersfoort, Pays-Bas, 2014) ; Midden de Linie, SASK – (Saint Nicolas, Belgique, 2014) ; Hoge Horizon, Royal Museum of Fine Arts (Anvers, Belgique, 2014); Tempus Horribilis, Cathédrale Saint-Martin (Ypres, Belgique, 2014) ; Salon Urbain de Douala (SUD) (Douala, Cameroun, 2013) ; Switch, Galerie Dukan Hourdequin (Paris, France, 2012) ; RAW, New Galerie (Paris, France, 2012) ; Tweespoor, De Warande (Turnhout, Belgique, 2012); Sleeping Beauties, Château de Gaasbeek (Belgique, 2011) ; Fort-Art-Fort (Mortsel, Belgique, 2011) ; Faites comme chez vous, Raw Material Company (Dakar, Sénégal, 2011).